# Streblacanthus
Streblacanthus är ett släkte av akantusväxter. Streblacanthus ingår i familjen akantusväxter.
Kladogram enligt Catalogue of Life:
| Streblacanthus | \| \| Streblacanthus amoenus \| \| \| \| \| \| Streblacanthus cordifolius \| \| \| \| \| \| Streblacanthus dubiosus \| \| \| \| \| \| Streblacanthus monospermus \| \| \| \| \| \| Streblacanthus roseus \| \| \| \| |
|                | \| \| Streblacanthus amoenus \| \| \| \| \| \| Streblacanthus cordifolius \| \| \| \| \| \| Streblacanthus dubiosus \| \| \| \| \| \| Streblacanthus monospermus \| \| \| \| \| \| Streblacanthus roseus \| \| \| \| |
|                | Streblacanthus amoenus |
|                | |
|                | Streblacanthus cordifolius |
|                | |
|                | Streblacanthus dubiosus |
|                | |
|                | Streblacanthus monospermus |
|                | |
|                | Streblacanthus roseus |
|                | |